# Никольский, Владимир Валентинович
Владимир Валентинович Никольский (22 февраля 1949, Ленинград, СССР) — советский футболист, нападающий. Мастер спорта СССР.
Воспитанник ленинградского футбола. С 1960 года — в «Динамо», в 1966—1968 годах — в главной команде. В 1968—1972 годах — в «Зените», в 1969—1971 годах сыграл 19 матчей, забил один гол. В 1973—1976 годах играл в «Динамо» во второй лиге — 117 матчей, 36 голов. Последняя команда мастеров — «Амударья» Нукус — три гола во второй лиге в 1977 году. За самовольный переезд в Одессу после выступлений за «Зенит» был дисквалифицирован на два года. Позже играл в ленинградских клубах «Светлана», «Скороход», «Лентрансагентство».
Окончил ГОЛИФК имени П. Ф. Лесгафта (1974—1982).